# 數學原本

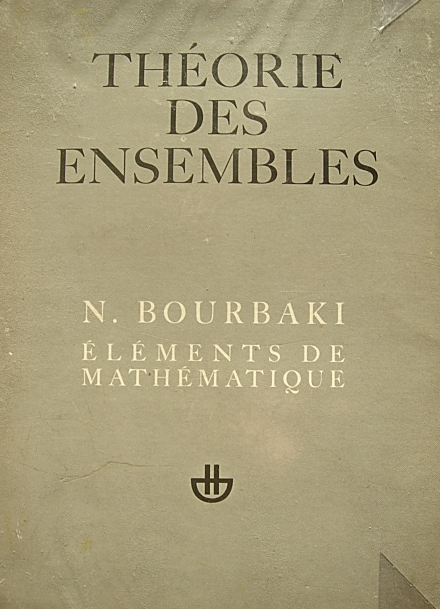
《數學原本》埃爾曼出版社1970年新版第1卷

《數學原本》（法語：Éléments de mathématique）是布爾巴基小組編寫的數學叢書，署名N. Bourbaki，共十一卷，每卷分作多章。開首數卷由埃爾曼出版社（Éditions Hermann）1940年開始出版，初時以分冊發行，後來出合訂本。因為與出版商意見不合，1970年代起改由CCLS（Centre commercial du livre specialisé）出版，1980年代起由馬松出版社（Éditions Masson）出版。2006年起，施普林格出版社重新印行所有分冊。2016年出版全新的一卷，是將近50年來首次新增書卷。2023年有新增的3章出版。
《數學原本》叢書的一群作者特意用單數的mathématique命名叢書，不用正常的複數mathématiques，是想表達出數學是統一的整體。與此相對，同一群作者所編寫的另一本書Éléments d'histoire des mathématiques（數學史大要），使用了複數，以示在布爾巴基之前，數學是多個分散的學科的集合，靠著現代的數學結構概念，使這些學科能夠統一。
布爾巴基小組原本計劃編寫一本分析學教材，以代替當時法國過時的分析學教材，最初用《分析論》（Traité d'analyse）為暫時書名，後來計劃範圍擴大至涵蓋數學的各分支領域，書名亦改為現名。叢書的第一部分有六卷，依從嚴格的邏輯順序，並有統一的副標題《分析的基本結構》；第二部分是關於比較現代的領域，這部分各卷都依靠於首六卷為基礎，但不依靠同部分的其他卷，也沒有統一的標題。每一卷可以合作一冊或分為數冊出版。
儘管範疇論已成為現代數學的基礎，但在《數學原本》開始編寫時尚未出現，後來也沒有補回，因此《數學原本》不能使用範疇的語言。在最新一卷《代數拓撲》首次提到範疇，但甚為簡略，僅給出範疇和函子的定義，用作定義廣群，並無建立範疇論。在《譜理論》卷新出版的兩本分冊中，預告了正在準備《範疇論》等三卷。
本叢書有大部分已譯為英文、俄文和日文，截至2023年未有中文譯本。

## 叢書目錄

### 第一部分：分析的基本結構（Les Structures fondamentales de l'analyse）
- 卷I：集合論（Théorie des Ensembles），記為E，4章：

1. 形式數學的描述
2. 集合論
3. 有序集、基數、整數
4. 結構

結果概述
- 卷II：代數（Algèbre），記為A，10章：

1. 代數結構
2. 線性代數
3. 張量代數、外代數和對稱代數
4. 多項式和有理分式
5. 交換域
6. 有序群和有序域
7. 主理想整環上的模
8. 半單模和半單環
9. 半雙線性型和二次型
10. 同調代數

- 卷III：一般拓撲學（Topologie générale），記為TG，10章：

1. 拓撲結構
2. 一致結構
3. 拓撲群
4. 實數
5. 單參數群
6. 數空間和射影空間
7. 加法群Rn
8. 複數
9. 實數在一般拓撲學中的使用
10. 函數空間

結果概述
- 卷IV：單實變函數（Fonctions d'une variable réelle），記為FVR，7章：

1. 導數
2. 原函數和積分
3. 初等函數
4. 微分方程
5. 函數的局部研究
6. 廣義泰勒發展，歐拉-麥克勞林求和公式
7. 伽馬函數

字典
- 卷V：拓撲向量空間（Espaces vectoriels topologiques），記為EVT，5章：

1. 賦值域上的拓撲向量空間
2. 凸集和局部凸空間
3. 連續線性映射的空間
4. 拓撲向量空間中的對偶性
5. 希爾伯特空間（初等理論）

字典
結果概述
- 卷VI：積分（Intégration），記為INT，9章：

1. 凸不等式
2. 里斯空間
3. 局部緊空間的測度
4. 測度的擴張和Lp空間
5. 測度的積分
6. 向量積分
7. 哈爾測度
8. 捲積和表示
9. 豪斯多夫拓撲空間上的積分

### 第二部分
- 交換代數（Algèbre commutative），記為AC，10章：

1. 平坦模
2. 局部化
3. 分次、濾過和拓撲
4. 相伴素理想和準素分解
5. 整元
6. 賦值
7. 除子
8. 維數
9. 完全諾特局部環
10. 深度、正則性、對偶性

- 微分及解析流形（Variétés différentielles et analytiques），記為VAR：

結果概述
- 李群及李代數（Groupes et algèbres de Lie），記為LIE，9章：

1. 李代數
2. 自由李代數
3. 李群
4. 考克斯特群和蒂茨系统
5. 由反射生成的群
6. 根系
7. 嘉當子代數和正則元
8. 分裂半單李代數
9. 緊實李群

- 譜理論（Théories spectrales），記為TS，5章：

1. 賦範代數
2. 局部緊交換群
3. 緊算子和擾動
4. 希爾伯特譜理論
5. 酉表示

- 代數拓撲（Topologie algébrique），記為TA，4章：

1. 覆叠
2. 廣群
3. 同倫和龐加萊廣群
4. 閉路可去（délaçable）空間

在內文中以簡寫引用的待出版卷（未公開全名）：
- 複變函數，記為FVC

- 模形式，記為FM

- 範疇論，記為CAT

### 數學史大要（Éléments d'histoire des mathématiques）
本書將《數學原本》各卷中的歷史註記彙集成一卷。

## 各卷間依賴關係
在首六卷中，每道命題只假定已知道在同一章中已經討論的結果，或在其前各章的結果，按照下列順序：
1. 集合論
2. 代數第1至3章
3. 一般拓撲學第1至3章
4. 代數第4章起
5. 一般拓撲學第4章起
6. 單實變函數
7. 拓撲向量空間
8. 積分

其後各卷假定有首六卷的知識，與叢書其他卷的關係在開首指出。

## 計劃演變
《數學原本》叢書第一本出版在1939年，是《集合論》卷的《結果概述》（Fascicule de résultats）。之後出版的分冊並非依照叢書順序。叢書出版歷程時斷時續，至今仍未完成。
叢書的初稿可以在網上下載。叢書中很多書籍絕版多年，但是施普林格出版社從2006年開始，重新印行了各本書籍。近期的新作，有1998年出版《交換代數》卷第10章，2012年出版《代數》卷的第8章重新編寫擴充的第二版，2016年出版新卷《代數拓撲》的首4章。這新的一卷原本計劃作為《一般拓撲學》卷的第11章。2019年出版全面修訂的《譜理論》卷第1至2章第二版，2023年出版新編寫的《譜理論》第3至5章。

### 各卷出版年份
以下是叢書各卷的分冊的初版和改版的年份。有些分冊最初再分作幾小冊出版，後來才合為一冊，因此出版年份是一段時期。
- 卷I《集合論》：1939年—1957年
- 卷II《代數》：1942年—2012年

第1至3章：1942年—1948年
第4至7章：1950年—1952年
第8章：1958年第一版，2012年第二版
第9章：1959年
第10章：1980年
- 卷III《一般拓撲學》：1940年—1953年

第1至4章：1940年—1942年
第5至10章：1947年—1949年
結果概述：1953年
- 卷IV《單實變函數》：1949年—1951年
- 卷V《拓撲向量空間》：1953年—1955年

第1至5章：1953年—1955年
結果概述：1955年
- 卷VI《積分》：1952年—1969年

第1至4章：1952年第一版，1965年第二版
第5章：1956年第一版，1967年第二版
第6章：1959年
第7及8章：1963年
第9章：1969年
- 《李群及李代數》：1960年—1982年

第1章：1960年第一版，1971年第二版
第2及3章：1972年
第4至6章：1968年第一版，1981年第二版
第7及8章：1969年第一版，1975年第二版
第9章：1982年
- 《交換代數》：1961年—1998年

第1至4章：1961年
第5至7章：1964年—1965年
第8及9章：1983年
第10章：1998年
- 《譜理論》：1967年—2023年

第1及2章：1967年第一版，2019年第二版
第3至5章：2023年
- 《微分及解析流形》：1967年—1971年
- 《代數拓撲》：2016年

### 引用
1. 1 2  Mashaal (2006) p. 55
2. ↑  Mashaal (2006) p. 56
3. ↑  .   [2015-01-19]. （原始内容存档于2020-02-06）.

### 书籍
- Mashaal, Maurice. . Translated from the French by Anna Pierrehumbert. American Mathematical Society. 2006. ISBN 0-8218-3967-5. Zbl 1099.01022.
- .   [2015-01-19]. （原始内容存档于2020-10-02）.，布爾巴基合作者協會網站。
- 施普林格出版社.   [2015-01-19]. （原始内容存档于2020-11-04）.叢書
- 施普林格出版社.   [2015-01-19]. （原始内容存档于2020-11-12）.叢書